# Rheumaptera undulata
Rheumaptera prunivorata hay Hydria undulata) là một loài bướm đêm thuộc họ Geometridae. Nó được tìm thấy ở hầu hết miền Cổ bắc và Bắc Mỹ.
Sải cánh dài 25–30 mm. Có một lứa một năm con trưởng thành bay từ the end of tháng 5 đến tháng 8 in Europe.
Ấu trùng ăn Betula (bao gồm các loài Betula verrucosa và Betula pubescens), Vaccinium (bao gồm Vaccinium myrtillus và Vaccinium uliginosum) và Salix (bao gồm Salix myrtilloides, Salix caprea, Salix aurita, Salix cinerea, Salix myrsinifolia và Salix phylicifolia), cũng như Populus tremula, Populus balsamifera, Berberis vulgaris, Ribes alpinum, Spiraea salicifolia, Sorbus aucuparia, Elaeagnus commutata và Myrica gale. Larvae can be được tìm thấy ở tháng 8 và tháng 9. Loài này qua đông dưới dạng nhộng.

## Phụ loài
- Rheumaptera undulata undulata
- Rheumaptera undulata sajana Bryk, 1921

## Hình ảnh

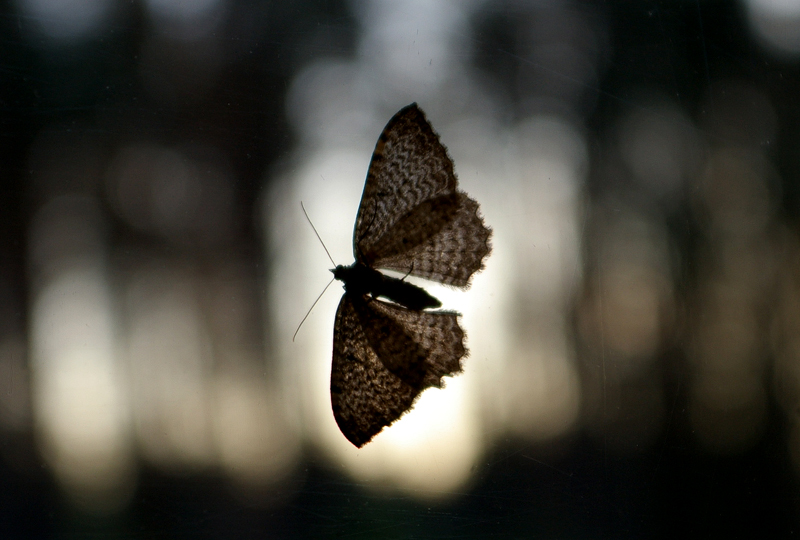
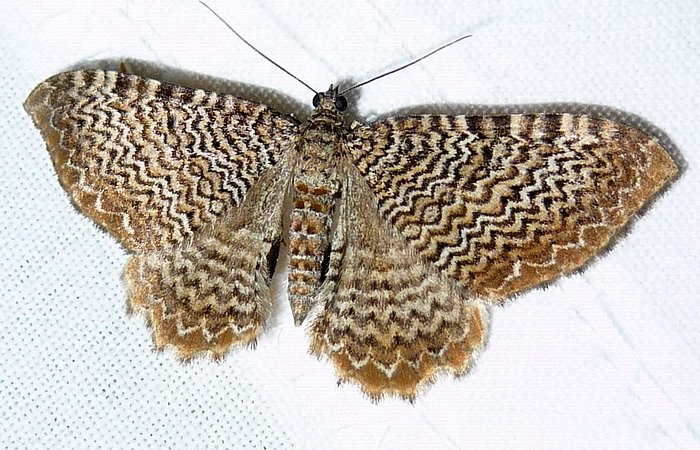
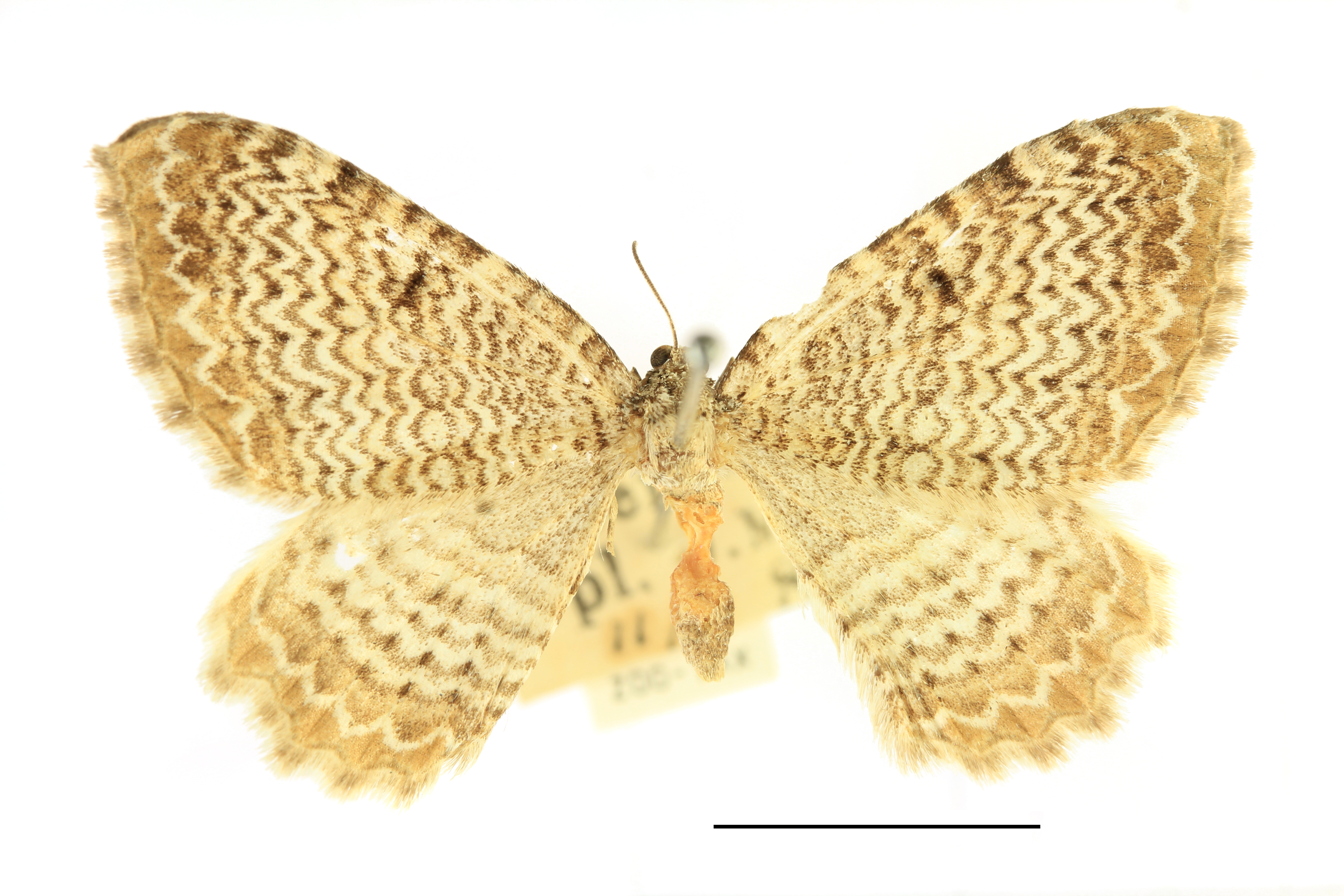